# Héli Air Monaco

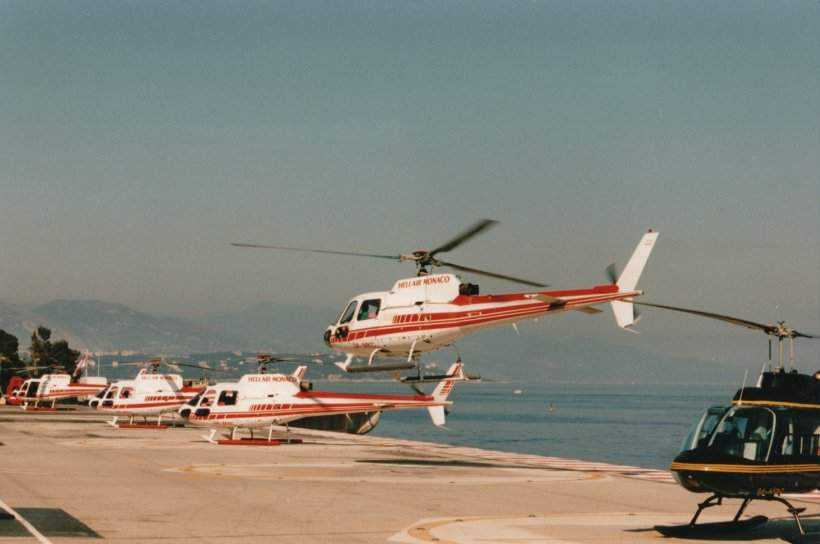
Några Héli Air Monaco-helikoptrar stående på Héliport de Monaco i Fontvieille i Monaco. Bilden är tagen någon gång före den 10 januari 2007.

Héli Air Monaco är ett monegaskiskt flygbolag, som var mellan 1976 och 2016 det nationella flygbolaget för furstendömet, som transporterar passagerare med helikoptrar primärt mellan Héliport de Monaco i Fontvieille i Monaco och Nice Côte d'Azurs flygplats i Nice i Frankrike. De flyger även passagerare, efter begäran, till olika platser i Frankrike, Italien och Schweiz.

## Historik
Héli Air grundades 1976 av bröderna Jacques, Maurice och Patrick Crovetto efter att den då regerande fursten Rainier III av Monaco signerade dekretet 76-121 den 19 mars. Fram tills 2000-talet ökade passagerarskaran från 745 till fler än 100 000 per år. Jacques Crovetto har dock varit offentligt kritisk mot den monegaskiska staten på 2000-talet och anklagade staten i februari 2009 om att den motarbetade flygbolaget eftersom Héli Air fick inga subventioner, tilläts inte att använda furstendömets bussfiler för sina fordon och inte brytt sig att förhandla med Frankrike om att undanta omregistreringen av passagerare på flygplatsen i Nice. Crovetto poängterade att den tid det tog att omregistrera passagerare tog lika lång tid som att ta en taxi mellan flygplatsen och Monaco. Han hävdade samtidigt att flygbolaget hade kapacitet för 300–400 passagerare per dag (109 500–146 000 per år) men då transporterade dem bara 100–200 passagerare per dag (36 500–73 000 per år). Den 13 juli 2015 meddelade den monegaskiska staten att konkurrenten Monacair hade vunnit upphandlingen rörande de dagliga helikopterturerna mellan Monaco och flygplatsen i Nice från och med den 1 januari 2016. Det innebar att Héli Air förlorade sin status som nationellt flygbolag för Monaco efter 40 år som ett sådant. Héli Air motsatte sig att staten valde Monacair och överklagade men de fick dock ingen favör i högsta domstolen, som avslog överklagandet.

## Haverier och incidenter
- Den 8 juni 2004 störtade en Eurocopter AS350 Ecureuil i Medelhavet utanför Saint-Jean-Cap-Ferrat i Frankrike. Piloten och alla fyra passagerare omkom, två av passagerarna var från Storbritannien.[7]

## Destinationer
Källa: 
| Frankrike - Aix (Les Milles) - Allos - Avignon - Auron - Cannes - Le Castellet - Cavalaire - La Celle - Chamonix - Courchevel - La Croix-Valmer - Fayence - Gargas - Isola 2000 - Lorgues - Marseille - La Martre - Megève - Méribel - Moustiers-Sainte-Marie - Nice - Porquerolles - Le Puy-Sainte-Réparade - Ramatuelle - La Rosière - Roubion - Saint-Jeannet - Saint-Martin-Vésubie - Saint-Tropez - Théoule-sur-Mer - Tignes - Val-d'Isère - Val Thorens - Valberg - Valbonne - Vars - Vence Korsika - Ajaccio - Bastia - Calvi | Italien - Alba - Albenga - Como - Florens - Forte dei Marmi - Genua - Limone Piemonte - Milano - Modena - Portofino - Rom - Turin Sardinien - Cagliari - Olbia - Porto Cervo | Monaco - Fontvieille | Schweiz - Genève - Gstaad - Sankt Moritz - Sion |